# Carlo Taranto
Carlo Taranto (Nápoles, 28 de octubre de 1921-ibidem, 4 de abril de 1986) fue un actor italiano de cine, teatro y televisión.

## Biografía
Comenzó su carrera teatral en 1934, gracias a la ayuda de su hermano mayor Nino, y posteriormente apareció en cincuenta y cuatro películas junto a grandes nombres del cine italiano (como Totò, Vittorio De Sica, Marcello Mastroianni, Alberto Sordi, Franco Franchi y Ciccio Ingrassia), interpretando papeles de actor de carácter principalmente en comedias y musicarelli. Entre sus interpretaciones más entretenidas figuran la de Il medico e lo stregone (1957), dirigida por Mario Monicelli, y la del entrenador de fútbol italoperuano José Buonservizi en la película Il presidente del Borgorosso Football Club (1970). Carlo Taranto actuó en el campo teatral como intérprete de comedias de Giovanni Battista della Porta, Molière, Pietro Trinchera, Antonio Petito, Eduardo Scarpetta, Raffaele Viviani, Titina De Filippo, Giuseppe Marotta y Gaetano Di Maio. Para la televisión apareció, entre otros, en la miniserie La fiera della vanità (1967).
Murió el 4 de abril de 1986, un mes y medio después que su hermano mayor Nino, a consecuencia de una hemorragia interna. Su hijo Corrado es también actor.

## Filmografía
- I pompieri di Viggiù, de Mario Mattoli (1949)
- Assi alla ribalta, de Ferdinando Baldi y Giorgio Cristallini (1954)
- Moglie e buoi..., de Leonardo De Mitri (1956)

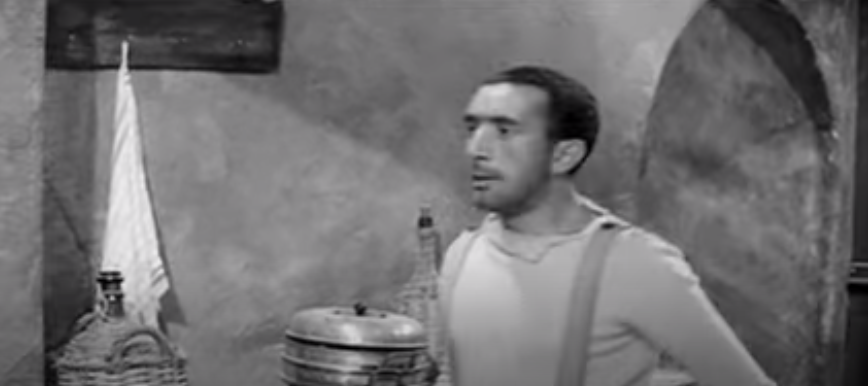
Carlo Taranto en la película Il medico e lo stregone, de Mario Monicelli (1957).

- Il medico e lo stregone, de Mario Monicelli (1957)
- Primo applauso, de Pino Mercanti (1957)
- Ricordati di Napoli, de Pino Mercanti (1957)
- Avventura a Capri, de Giuseppe Lipartiti (1958)
- Carmela è una bambola, de Gianni Puccini (1958)
- Sorrisi e canzoni, de Luigi Capuano (1958)
- I prepotenti, de Mario Amendola (1958)
- La nipote Sabella, de Giorgio Bianchi (1958)
- Nel blu dipinto di blu, de Piero Tellini (1959)
- Cerasella, de Raffaello Matarazzo (1959)
- La cento chilometri, de Giulio Petroni (1959)
- A noi piace freddo...!, de Steno (1960)
- Appuntamento a Ischia, de Mario Mattoli (1960)
- Caravan petrol, de Mario Amendola (1960)
- Akiko di Luigi Filippo D'Amico (1961)
- Che femmina!! e... che dollari!, de Giorgio Simonelli (1961)
- Don Camilo, monseñor (Don Camillo monsignore... ma non troppo), de Carmine Gallone (1961)
- I briganti italiani, de Mario Camerini (1961)
- Lui, lei e il nonno, de Anton Giulio Majano (1961)
- Pesci d'oro e bikini d'argento, de Carlo Veo (1961)
- Totò contro Maciste, de Fernando Cerchio (1961)
- I 4 monaci, de Carlo Ludovico Bragaglia (1962)
- Le quattro giornate di Napoli, de Nanni Loy (1962)
- Divorzio alla siciliana, de Enzo Di Gianni (1963)
- In ginocchio da te, de Ettore Maria Fizzarotti (1964)
- Una lacrima sul viso, de Ettore Maria Fizzarotti (1964)
- Non son degno di te, de Ettore Maria Fizzarotti (1965)
- Se non avessi più te, de Ettore Maria Fizzarotti (1965)
- Made in Italy, de Nanni Loy (1965)
- 7 monaci d'oro, de Marino Girolami (1966)
- Come svaligiammo la Banca d'Italia, de Lucio Fulci (1966)
- Dio, come ti amo, de Miguel Iglesias (1966)
- Nessuno mi può giudicare, de Ettore Maria Fizzarotti (1966)
- Perdono, de Ettore Maria Fizzarotti (1966)
- Te lo leggo negli occhi, de Camillo Mastrocinque (1966)
- Nel sole, de Aldo Grimaldi (1967)
- Operazione ricchezza, de Vittorio Musy Glori (1967)
- Il ragazzo che sapeva amare, de Enzo Dell'Aquila (1967)
- Chimera, de Ettore Maria Fizzarotti (1968)
- I nipoti di Zorro, de Marcello Ciorciolini (1968)
- Il ragazzo che sorride, de Aldo Grimaldi (1968)
- L'oro del mondo, de Aldo Grimaldi (1968)
- Il suo nome è Donna Rosa, de Ettore Maria Fizzarotti (1969)
- Lisa dagli occhi blu, de Bruno Corbucci (1969)
- Mezzanotte d'amore, de Ettore Maria Fizzarotti (1970)
- Il presidente del Borgorosso Football Club, de Luigi Filippo D'Amico (1970)
- Figlio mio sono innocente!, de Carlo Caiano (1978)
- Storie della camorra - miniserie (1978)
- Días de amor y venganza (Giallo napoletano), de Sergio Corbucci (1979)
- Me envía Picone (Mi manda Picone), de Nanni Loy (1983)
- Al limite, cioè, non glielo dico , de Franco Rossetti (1985)